# بيلي باتلر (لاعب كرة قاعدة)
بيلي باتلر (بالإنجليزية: Billy Ray Butler)‏ هو لاعب كرة قاعدة أمريكي، ولد في 18 أبريل 1986 في أورنج بارك في الولايات المتحدة.

## وصلات خارجية
- الموقع الرسمي
- بيلي باتلر على موقع دوري كرة القاعدة الرئيسي (الإنجليزية)
- بيلي باتلر على موقعبيزبول رفرنس.كوم (الدوري الرئيسي) (الإنجليزية)
- بيلي باتلر على موقعبيزبول رفرنس.كوم (الدوري الثانوي) (الإنجليزية)
- بيلي باتلر على موقع إي إس بي إن.كوم (أم.أل.بي) (الإنجليزية)
- بيلي باتلر على موقع مشجعي الرسوم البيانية (الإنجليزية)